# Sent Proget e Sent Constanç
Sent Proget e Sent Constanç (en francès Saint-Projet-Saint-Constant) és un municipi francès situat al departament del Charente i a la regió de la Nova Aquitània. L'any 2007 tenia 1.099 habitants.

## Demografia

### Població
El 2007 la població de fet de Saint-Projet-Saint-Constant era de 1.099 persones. Hi havia 456 famílies de les quals 107 eren unipersonals (34 homes vivint sols i 73 dones vivint soles), 192 parelles sense fills, 142 parelles amb fills i 15 famílies monoparentals amb fills.
La població ha evolucionat segons el següent gràfic:
Habitants censats

### Habitatges
El 2007 hi havia 483 habitatges, 456 eren l'habitatge principal de la família, 5 eren segones residències i 21 estaven desocupats. 466 eren cases i 11 eren apartaments. Dels 456 habitatges principals, 339 estaven ocupats pels seus propietaris, 107 estaven llogats i ocupats pels llogaters i 10 estaven cedits a títol gratuït; 7 tenien una cambra, 10 en tenien dues, 37 en tenien tres, 154 en tenien quatre i 248 en tenien cinc o més. 381 habitatges disposaven pel capbaix d'una plaça de pàrquing. A 194 habitatges hi havia un automòbil i a 235 n'hi havia dos o més.

### Piràmide de població
La piràmide de població per edats i sexe el 2009 era:
| Homes | Edats   | Dones |
| ----- | ------- | ----- |
| 0     | 95 o +  | 0     |
| 4     | 90 a 94 | 0     |
| 4     | 85 a 89 | 8     |
| 4     | 80 a 84 | 12    |
| 32    | 75 a 79 | 16    |
| 24    | 70 a 74 | 28    |
| 32    | 65 a 69 | 28    |
| 32    | 60 a 64 | 20    |
| 4     | 55 a 59 | 28    |
| 36    | 50 a 54 | 28    |
| 36    | 45 a 49 | 28    |
| 60    | 40 a 44 | 48    |
| 32    | 35 a 39 | 56    |
| 20    | 30 a 34 | 36    |
| 8     | 25 a 29 | 28    |
| 24    | 20 a 24 | 16    |
| 24    | 15 a 19 | 32    |
| 24    | 10 a 14 | 40    |
| 16    | 5 a 9   | 20    |
| 20    | 0 a 4   | 20    |

## Economia
El 2007 la població en edat de treballar era de 689 persones, 482 eren actives i 207 eren inactives. De les 482 persones actives 437 estaven ocupades (229 homes i 208 dones) i 45 estaven aturades (14 homes i 31 dones). De les 207 persones inactives 80 estaven jubilades, 54 estaven estudiant i 73 estaven classificades com a «altres inactius».

### Ingressos
El 2009 a Saint-Projet-Saint-Constant hi havia 462 unitats fiscals que integraven 1.138 persones, la mediana anual d'ingressos fiscals per persona era de 17.292 €.

### Activitats econòmiques
Dels 35 establiments que hi havia el 2007, 1 era d'una empresa extractiva, 6 d'empreses de fabricació d'altres productes industrials, 9 d'empreses de construcció, 8 d'empreses de comerç i reparació d'automòbils, 1 d'una empresa de transport, 1 d'una empresa d'hostatgeria i restauració, 1 d'una empresa d'informació i comunicació, 2 d'empreses financeres, 1 d'una empresa immobiliària, 1 d'una entitat de l'administració pública i 4 d'empreses classificades com a «altres activitats de serveis».
Dels 13 establiments de servei als particulars que hi havia el 2009, 1 era un taller de reparació d'automòbils i de material agrícola, 3 paletes, 2 guixaires pintors, 2 lampisteries, 1 electricista, 3 perruqueries i 1 tintoreria.
L'únic establiment comercial que hi havia el 2009 era una floristeria.
L'any 2000 a Saint-Projet-Saint-Constant hi havia 21 explotacions agrícoles que ocupaven un total de 432 hectàrees.

## Equipaments sanitaris i escolars
El 2009 hi havia una escola elemental.

## Poblacions més properes
El següent diagrama mostra les poblacions més properes.